# Jean de Lalande (maire de Bordeaux)
Pour l’article homonyme, voir Jean de Lalande.

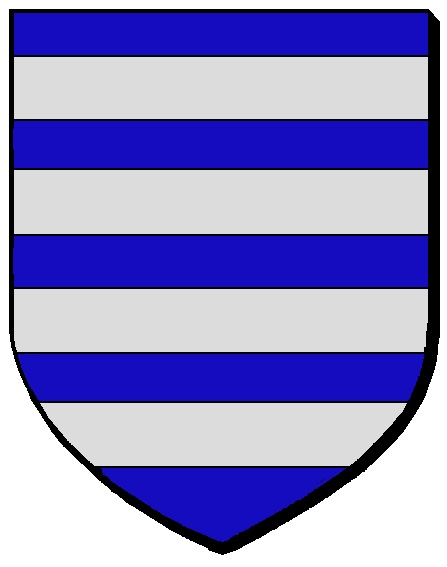
Blason de Lalande, d'azur à quatre fasces d'argent

Jean de Lalande ou Jean de la Lande, né vers 1409 et mort en 1491, est un seigneur de Guyenne resté fidèle à l'Angleterre à la fin de la Guerre de Cent Ans, et pourtant nommé maire de Bordeaux en 1460 par Charles VII.

## Biographie
Jean de Lalande est né vers 1409 du mariage d'un autre Jean et de Jeanne de Montferrand, fille de Bertrand (II) de Montferrand et de Rose d'Albret. De son père, il hérite en 1440 les titres de baron de Lalande et de seigneur de La Brède - du nom d'une maison forte qui est dans la famille depuis le XIIIe siècle.

### Guerre de Cent Ans

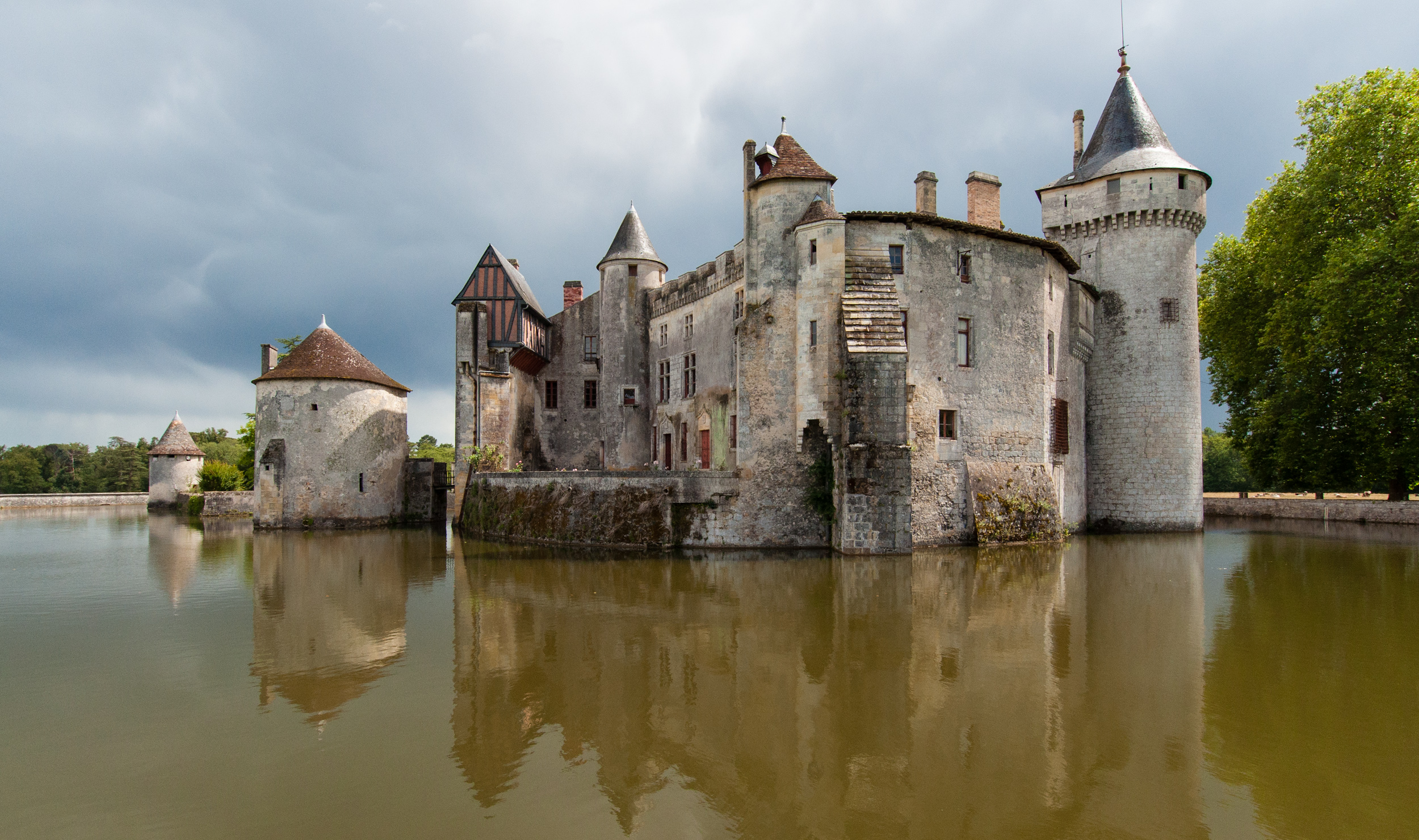
Château de La Brède

Comme la plupart des nobles de Guyenne et de Gascogne, Jean et son père suivent le parti des Anglais. Il a une dizaine d'années en 1419 quand l'artillerie française endommage grandement leur château de La Brède, dont les fortifications seront reconstruites peu après, avec un gros donjon, des douves en trois fossés successifs et trois ponts-levis.
Le 12 juin 1451 lorsque Bordeaux se rend à l'armée de Dunois, il est du nombre des notables — avec Pey Berland, Gadifer Shorthose, Pierre de Montferrand, Bernard Angevin, Gaillard IV de Durfort, Guillem Androm, etc. — qui signent pour les Anglo-gascons le traité de capitulation de la ville. Aussi favorables aux Bordelais que soient les conditions de la reddition (ils conservent tous leurs droits et privilèges, peuvent se retirer en Angleterre s'ils souhaitent rester fidèles à Henri VI), Jean de Lalande est parmi les nombreux Gascons qui œuvrent au rétablissement de l'autorité de la couronne anglaise sur la Guyenne. Et après que John Talbot a débarqué à Lesparre à la tête de 4 000 hommes, il fait partie de ceux qui applaudissent — ou tout au moins ne s'opposent pas — quand les portes de Bordeaux lui sont ouvertes le 22 octobre 1452.
Jean de Lalande reste fidèle jusqu'à la fin à l'Angleterre, puisqu'il combat avec Talbot quand celui-ci est tué à la bataille de Castillon.

### Exil en Angleterre
Après le siège de Bordeaux, Jean de Lalande est banni par Charles VII avec une vingtaine d'autres notables pour avoir rompu le traité de 1451. Il part pour l'Angleterre, et ses propriétés sont confisquées par le roi de France.
Dans les années qui suivent il semble qu'il lui est permis de revenir en Guyenne, où est restée sa famille. Jean se languit en Angleterre, et son oncle Jean de Foix-Candale (earl of Kendal et captal de Buch, lui aussi rentré en grâce auprès de la couronne de France) intervient en sa faveur auprès du roi.

### Maire de Bordeaux
Le 28 janvier 1460, il est nommé par Charles VII maire perpétuel de Bordeaux, succédant à Jean Bureau. Une de ses principales tâches est d'organiser en 1462 le séjour à Bordeaux du nouveau roi de France, Louis XI. Il a l'écoute de celui-ci, qui se présente en protecteur de la ville, soucieux d'apaiser et d'unifier son royaume. À son accession au trône Louis XI le « remet en possession et jouissance de la terre de Lalande et de toutes les terres et seigneuries dont [il] jouissait avant la dernière descente du seigneur Talbot en Guyenne », et en 1479 il l'autorise à rebâtir et fortifier le château de La Brède.
En 1463 Charles des Astars lui succède à la mairie de Bordeaux.
Jean décède en 1491, à un âge avancé.

## Descendance
Jean épouse le 26 janvier 1426 Jeanne de Foix, fille de Gaston Ier de Foix, comte de Longueville et de Marguerite d'Albret. Il laisse trois filles :
- Catherine, qui hérite de La Brède[7] et le transmet au fils qu'elle a de son union avec Gaston de l'Isle ;
- Marie, qui se marie avec Bérard de Montferrand ;
- Jeanne, qui épouse Jean d'Anglade ;

et un fils probablement naturel, Gaillard, seigneur d'Artras, de Cassac et de Tastes.